# کشتار شوشی

شوشی پیش از ویرانی

کشتار شوشی واقعه‌ای بود که در سال ۱۹۲۰ میلادی توسط سربازان آذربایجانی علیه مردم ارمنی تبار شهر شوشی صورت گرفت و برآورد می‌شود که نزدیک به ۳۰۰۰۰ نفر از مردم ارمنی این شهر توسط نیروهای آذربایجانی به قتل رسیده باشند.
موسایف یکی از اعضای حزب کمونیست آذربایجان این واقعه را این گونه شرح می‌دهد: «کشتار بی رحمانه زنان، کودکان و افراد سالخورده بی دفاع شروع شد و ارمنیان به صورت انبوه مورد کشتار قرار گرفتند و دختران زیبای ارمنی پس از تجاوز به آن‌ها کشته شدند. به دستورخسروبیگ سلطانف کشتار بیش از شش روز ادامه یافت و خانه‌ها در قسمت ارمنی نشین غارت و ویران شد»
گریگوری ارژنیکیدزه از فعالین سیاسی گرجستان، در دیدار خود با نمایندگان آذربایجان شوروی، با اشاره به بازدید خود از شهر شوشی بعد از ۱۹۳۶ وقوع قتل‌عام ارمنیان، اظهار داشت: «تا به امروز من تصویری را که در ماه مه ۱۹۲۰ (حدود دو ماه بعد از قتل‌عام ارمنیان) در شوشی دیدم، با وحشت به یاد می‌آورم. زیباترین شهر ارمنی ویران و با خاک یکسان شده بود. ما اجساد زنان و کودکان خردسال را در چاه‌ها دیدیم.»

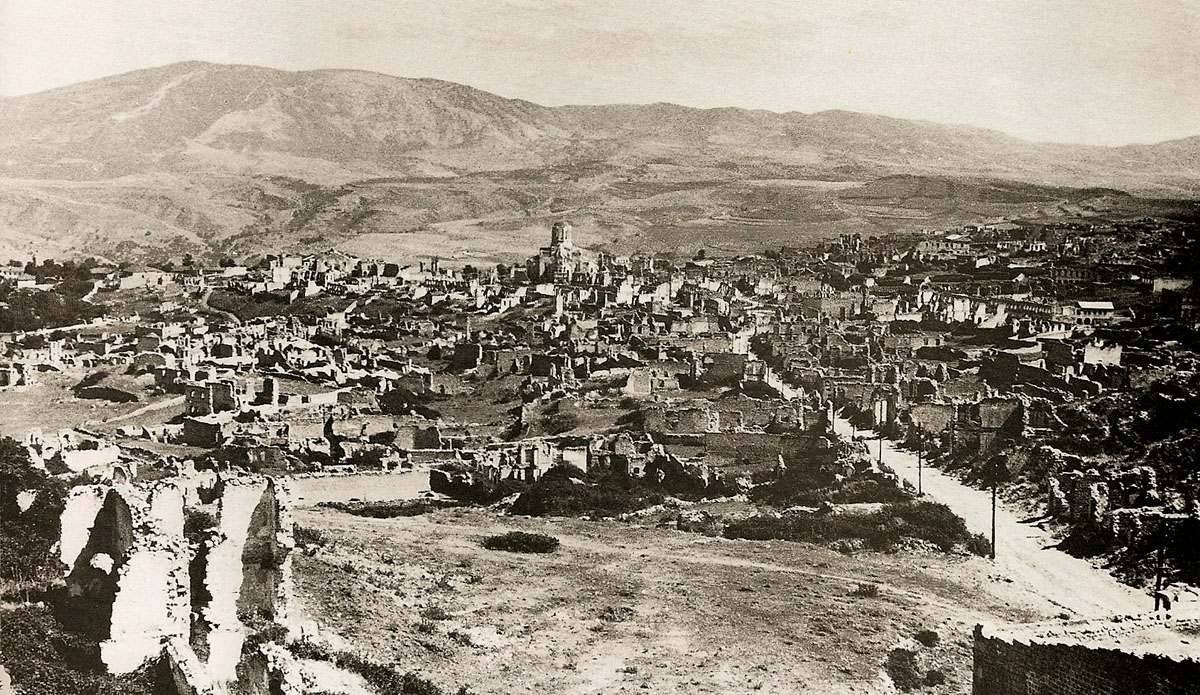
شوشی پس از ویرانی

اسیپ ماندلشتام، شاعر معروف، پس از بازدید از شوشی در سال ۱۹۳۱، شعری را به یاد قتل‌عام ارمنیان این شهر سرود.
So in Nagorno-Karabakh

These were my fears

Forty thousand dead windows

Are visible there from all directions,

The cocoon of soulless work

Buried at the mountains.
اولگا شاتونووسکایا، روشنفکر آذربایجانی، در خاطرات خود می‌گوید: «قره باغ کوهستانی فقط اسماً خودمختار است، در طول این سال‌ها آن‌ها (مقامات باکو) بسیاری از ارمنیان را اخراج کردند، مدارس و آموزشگاه‌ها را بستند. شهر اصلی (در آرتساخ) شوشی بود، وقتی در دهه ۱۹۲۰ قتل‌عام (ارمنیان در شوشی) رخ داد، آن‌ها کل بخش مرکزی شهر (بخش ارمنی نشین شوشی) را سوزاندند. حتی آن را بازسازی نکردند.»